# Ginkgo Tarn
Der Ginkgo Tarn (englisch; bulgarisch езеро Гинкго esero Ginkgo, deutsch ‚Ginkgosee‘) ist ein in südost-nordwestlicher Ausrichtung 140 m langer und 100 m breiter Tarn auf dem Long Beach von Nelson Island im Archipel der Südlichen Shetlandinseln. Dieser 1,5 Hektar große See liegt 820 m ostnordöstlich des Ross Point, 6,55 km westlich des Ivan Alexander Point und 3,17 km westnordwestlich des Punta Vidaurre. Er wird über einen 250 m langen Abfluss zum westlich liegenden Platno Lake entwässert.
Britische Wissenschaftler kartierten ihn 1968. Die bulgarische Kommission für Antarktische Geographische Namen benannte ihn im April 2021 deskriptiv nach seiner an ein Ginkgoblatt erinnernden Form.